# Бернсдорф (Цвікау)
Бернсдорф (нім. Bernsdorf) — громада в Німеччині, розташована в землі Саксонія. Входить до складу району Цвікау. Складова частина об'єднання громад Рунд-ум-ден-Ауерсберг.
Площа — 15,07 км2. Населення становить 2180 ос. (станом на 31 грудня 2020).

## Галерея

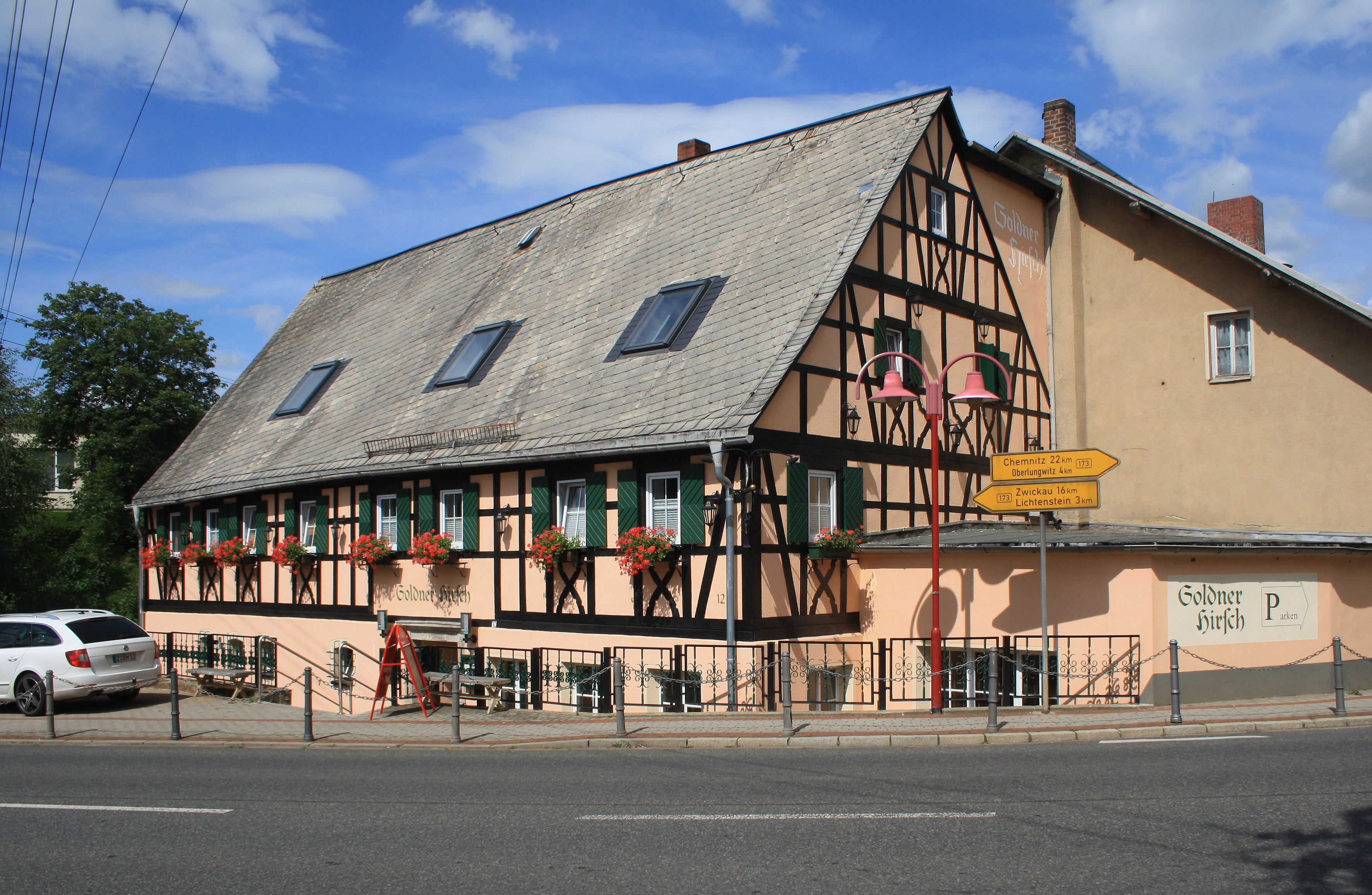